# Liste der denkmalgeschützten Objekte in Lassee
Die Liste der denkmalgeschützten Objekte in Lassee enthält die 8 denkmalgeschützten, unbeweglichen Objekte der niederösterreichischen Gemeinde Lassee im Bezirk Gänserndorf.

## Denkmäler
| Foto |                 | Denkmal                                                                            | Standort                                                             | Beschreibung | Metadaten |
| ---- | --------------- | ---------------------------------------------------------------------------------- | -------------------------------------------------------------------- | --- | --- |
| ja   | Datei hochladen | Hauptschule HERIS-ID: 11042 Objekt-ID: 7111                                        | Bahnstraße 68 Standort KG: Lassee                                    | Zweigeschoßiger Bau aus dem frühen 20. Jahrhundert mit Neobiedermeierfassadengliederung und Mittelrisalit                                | BDA-Hist.: Q38088140 Status: § 2a Stand der BDA-Liste: 2025-06-30 Name: Hauptschule GstNr.: 961/8                                        |
| ja   | Datei hochladen | Pfarrhof HERIS-ID: 10263 Objekt-ID: 6316                                           | Hauptplatz 13 Standort KG: Lassee                                    | Barocker Bau, erbaut 1699, heute weitgehend verändert                                                                                    | BDA-Hist.: Q38062318 Status: § 2a Stand der BDA-Liste: 2025-06-30 Name: Pfarrhof GstNr.: 368/1                                           |
| ja   | Datei hochladen | Kath. Pfarrkirche hl. Martin HERIS-ID: 10261 Objekt-ID: 6314                       | Hauptplatz 2, bei Standort KG: Lassee                                | Eine ehemalige mittelalterliche Wehrkirche, im 13. Jahrhundert zu dreischiffiger Basilika erweitert und im 17. Jahrhundert barockisiert. | BDA-Hist.: Q38062269 Status: § 2a Stand der BDA-Liste: 2025-06-30 Name: Kath. Pfarrkirche hl. Martin GstNr.: 135/1 Pfarrkirche Lassee    |
| ja   | Datei hochladen | Kirchhof HERIS-ID: 10647 Objekt-ID: 6708                                           | Hauptplatz 3, bei Standort KG: Lassee                                | Ehemaliger Kirchhof von 1467 mit Resten der ursprünglichen Nischenmauer                                                                  | BDA-Hist.: Q38075319 Status: § 2a Stand der BDA-Liste: 2025-06-30 Name: Kirchhof GstNr.: 135/2 Kirchhof (Lassee)                         |
| ja   | Datei hochladen | Marienkapelle, Mühlkapelle HERIS-ID: 10648 Objekt-ID: 6709                         | Bahnstraße 55, bei Standort KG: Lassee                               | Klassizisierender Bau mit Säulenvorhalle aus dem späten 19. Jahrhundert                                                                  | BDA-Hist.: Q38075338 Status: § 2a Stand der BDA-Liste: 2025-06-30 Name: Marienkapelle, Mühlkapelle GstNr.: 986 Marienkapelle Lassee      |
| ja   | Datei hochladen | Bildstock HERIS-ID: 10262 Objekt-ID: 6315                                          | Wiener Straße 16, nordwestlich, auf dem Jägerweg Standort KG: Lassee | Schlichte Tabernakelpfeiler aus dem 18. und 19. Jahrhundert an den Ortsausgängen                                                         | BDA-Hist.: Q38062296 Status: Bescheid Stand der BDA-Liste: 2025-06-30 Name: Bildstock GstNr.: 776/2                                      |
| ja   | Datei hochladen | Kath. Filialkirche Zur Schmerzhaften Mutter Gottes HERIS-ID: 10264 Objekt-ID: 6317 | Hauptstraße 22, bei Standort KG: Schönfeld                           | Kleine Barockkirche, erbaut 1744 | BDA-Hist.: Q38062382 Status: § 2a Stand der BDA-Liste: 2025-06-30 Name: Kath. Filialkirche Zur Schmerzhaften Mutter Gottes GstNr.: 159   |
| ja   | Datei hochladen | Bildstock, sog. Gehermarterl HERIS-ID: 10649 Objekt-ID: 6710                       | Wagramstraße 73, gegenüber Standort KG: Schönfeld                    | Gedrungener gefaster Tabernakelbildstock aus dem späten 17. Jahrhundert nahe dem Bahnhof                                                 | BDA-Hist.: Q38075364 Status: § 2a Stand der BDA-Liste: 2025-06-30 Name: Bildstock, sog. Gehermarterl GstNr.: 510/2 Gehermarterl (Lassee) |